# Test en boîte grise
Les tests en boîte grise sont une combinaison de tests en boîte blanche et de tests en boîte noire. Le but de ce test est de rechercher les défauts éventuels d'un produit, dus à une mauvaise structure ou à une mauvaise utilisation des applications,.

## Aperçu
Dans un test en boîte noire, on ignore la structure interne de l'application à tester, tandis que dans un test de boîte blanche on a accès à la structure interne de l'application. Un testeur de boîte grise connaît partiellement la structure interne : il a accès à la documentation des structures de données internes ainsi qu'aux algorithmes utilisés.
Pour effectuer un test de la boîte grise, il est nécessaire de disposer de documents abstraits et de documents détaillés, décrivant l'application, qui serviront alors à définir des cas de test.